# 雒建斌
雒建斌（1961年8月18日—），男，陕西户县人，中国摩擦学专家。清华大学教授。现任清华大学摩擦学国家重点实验室主任。

## 生平
1982年毕业于东北大学，1985年至1988年在西安建筑科技大学读研究生，并获北京科技大学硕士学位，1994年获清华大学博士学位。

## 荣誉
2011年当选为中国科学院院士。